# Bill Jones (football)
Pour les articles homonymes, voir Bill Jones (homonymie) et Jones.
Bill Jones, né le 13 mai 1921 à Whaley Bridge (Angleterre), et décédé le 26 décembre 2010, est un footballeur anglais, qui évoluait au poste de défenseur à Liverpool et en équipe d'Angleterre.
Jones n'a marqué aucun but lors de ses deux sélections avec l'équipe d'Angleterre en 1950. 
Bill Jones est le grand-père de Rob Jones.

## Palmarès

### En équipe nationale
- 2 sélections et 0 but avec l'équipe d'Angleterre en 1950.

### Avec Liverpool
- Vainqueur du Championnat d'Angleterre de football en 1947.
- Finaliste de la Coupe d'Angleterre de football en 1950.